# Helicotla
Helicotla är en ort i Mexiko.   Den ligger i kommunen Magdalena och delstaten Veracruz, i den sydöstra delen av landet, 230 km öster om huvudstaden Mexico City. Helicotla ligger 1 519 meter över havet och antalet invånare är 469.
Terrängen runt Helicotla är kuperad åt nordost, men åt sydväst är den bergig. Runt Helicotla är det ganska tätbefolkat, med 100 invånare per kvadratkilometer. Närmaste större samhälle är Córdoba, 18,2 km nordost om Helicotla. I omgivningarna runt Helicotla växer i huvudsak städsegrön lövskog.